# 徳島県道37号牟岐海南線
徳島県道37号牟岐海南線（とくしまけんどう37ごう むぎかいなんせん）は、徳島県海部郡牟岐町から海部郡海陽町小川に至る県道（主要地方道）である。

## 概要

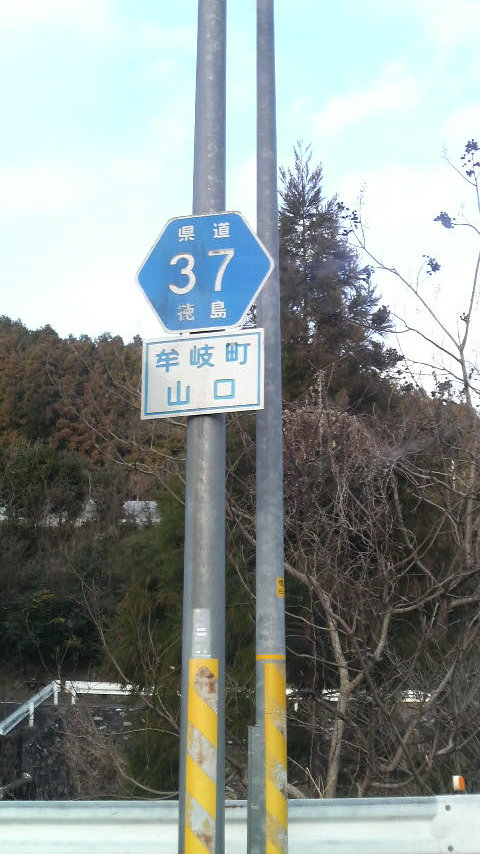
県道標識（海部郡牟岐町河内字山口）

海部郡牟岐町立河内小学校近くの国道55号の交点から西の方へ向かう路線。ヤレヤレ峠から先の町境は未供用区間だが、町道を経由して通り抜けは可能である。

### 路線データ
- 起点：徳島県海部郡牟岐町河内（国道55号交点）
- 終点：徳島県海部郡海陽町小川（国道193号交点）
- 距離：10.665 km（平成22年徳島県道路現況調書）

## 歴史
- 1959年1月31日 - 徳島県道小川牟岐線として認定[要出典]
- 1972年3月10日 - 徳島県道297号小川牟岐線として再認定[要出典]
- 1982年12月14日 - 徳島県道37号牟岐海南線として認定[要出典]
- 1993年（平成5年）5月11日 - 建設省から、県道牟岐海南線が牟岐海南線として主要地方道に再指定される[1]。

## 路線状況

### 未供用区間
- 海部郡牟岐町大字河内 - 同郡海陽町小川

## 地理

### 通過する自治体
- 海部郡
  - 牟岐町
  - 海陽町

### 交差する道路
- 国道55号（海部郡牟岐町河内、起点）
- 国道193号（徳島県道253号山川海南線 重複）（海部郡海陽町小川、終点）

### 沿線にある施設など
- ヤレヤレ峠：海部郡牟岐町と海陽町の町境